# Pterygota mildbraedii
Pterygota mildbraedii är en malvaväxtart som beskrevs av Adolf Engler. Pterygota mildbraedii ingår i släktet Pterygota och familjen malvaväxter. Inga underarter finns listade i Catalogue of Life.